# Powiat jeleniogórski
Powiat jeleniogórski – dawny polski powiat istniejący w latach 1945–1975, poprzednik obecnego powiatu karkonoskiego (woj. dolnośląskie). Jego ośrodkiem administracyjnym była Jelenia Góra. Powiat wchodził w skład województwa wrocławskiego.

## Historia w okresie pruskim
Poprzednikiem powiatu jeleniogórskiego był niemiecki powiat Hirschberg im Riesengebirge (1741–1945). Od 1816 roku powiat znajdował się w prowincji Śląsk w rejencji dzierżoniowskiej, z którą w 1820 roku, został włączony do rejencji legnickiej (niem. Regierungsbezirk Liegnitz), powiat jeleniogórski znajdował się w jej granicach aż do 1945 roku. W czasach pruskich, nosił on nazwy Kreis Hirschberg (pol. powiat Jelenia Góra), a od 1927 r. Landkreis Hirschberg im Riesengebirge (pol. powiat ziemski Jelenia Góra w Karkonoszach). W latach 1919–1938 i 1941–1945 powiat należał do prowincji Dolny Śląsk, która dwukrotnie tworzona była poprzez podział prowincji Śląsk na dwie prowincje: Dolny i Górny Śląsk.

## Powiat pod administracją polską
Powiat jeleniogórski powołano po II wojnie światowej na terenie tzw. Ziem Odzyskanych (tzw. II okręg administracyjny – Dolny Śląsk). 28 czerwca 1946 r. wszedł w skład nowo utworzonego woj. wrocławskiego.
Podział administracyjny:
Miasta (1945–75)
- Cieplice Śląskie-Zdrój
- Jelenia Góra (← 1946–48 →)
- Karpacz (od 1959)
- Kowary
- Miedzianka (do 1945)
- Piechowice (od 1967)
- Sobieszów (od 1962)
- Szklarska Poręba (od 1959)

Osiedla (1954–72)
- Karpacz (1954–59)
- Mysłakowice (1957–72)
- Piechowice (1956–66)
- Sobieszów (1954–62)
- Szklarska Poręba (1954–59)

Gminy: (1946–54 i 1973–75)
- Janowice Wielkie
- Jeżów Sudecki
- Karpacz (do 1954)
- Karpniki (do 1954)
- Łomnica (do 1954)
- Mysłakowice (od 1973)
- Piechowice (do 1954)
- Podgórzyn (od 1973)
- Siedlęcin (do 1954)
- Sobieszów (do 1954)
- Stara Kamienica

Po reformie administracyjnej w 1975 roku terytorium powiatu weszło w skład nowego województwa jeleniogórskiego.
W związku z reformą administracyjną z 1999 roku przywrócono współczesny powiat jeleniogórski, który z dniem 1 stycznia 2021 w celach marketingowych zmienił nazwę na karkonoski.